# Malta Memorial
Malta Memorial – pomnik wojenny upamiętniający 2 298 lotników Commonwealthu, którzy zginęli podczas II wojny światowej w trakcie walk w rejonie Morza Śródziemnego, a którzy nie mają znanego grobu.
Ze względu na swój kluczowy wkład w powietrzną wojnę w rejonie śródziemnomorskim, na miejsce ulokowania pomnika wybrana została Malta. Wzniesiony został na terenie podarowanym przez rząd Malty we Florianie, po południowej stronie Fontanny Trytona w pobliżu City Gate, wejścia do maltańskiej stolicy, Valletty. Pomnik został odsłonięty 3 maja 1954 roku przez królową Elżbietę II.
Malta Memorial jest rozpoznawany za przyczyną pozłacanego brązowego orła, zdobiącego szczyt 15 metrowej kolumny, wykonanej z trawertynu, pochodzącego z Tivoli w Sabine Hills koło Rzymu. Kolumna pokryta jest lekkim siatkowym wzorem. Rzeźba orła mierzy 2,4 m wysokości. Kolumna stoi na okrągłej podstawie, na ściane której, na brązowych tablicach, umieszczone są nazwiska żołnierzy. Na podstawie samej kolumny znajduje się brązowa tablica z inskrypcją:

OVER THESE AND NEIGHBOURING LANDS AND SEAS THE AIRMEN WHOSE NAMES ARE RECORDED HERE FELL IN RAID OR SORTIE AND HAVE NO KNOWN GRAVE MALTA GIBRALTAR MEDITERRANEAN ADRIATIC TUNISIA SICILY ITALY YUGOSLAVIA AUSTRIA *PROPOSITI INSULA TENAX TENACES VIROS COMMEMORAT*

(co można przetłumaczyć: Lotnicy, których imiona są tutaj zapisane, zaginęli podczas akcji bojowych i lotów operacyjnych nad tym oraz sąsiednimi lądami i morzami, i nie jest znane ich miejsce spoczynku. Malta Gibraltar Morze Śródziemne Adriatyk Tunezja Sycylia Włochy Jugosławia Austria)  
Końcowy łaciński aforyzm, w wolnym tłumaczeniu: Wyspa niezachwiana w determinacji pamięta o śmiałych mężczyznach.